# Euphorbia collenetteae
Euphorbia collenetteae är en törelväxtart som beskrevs av Al-zahrani och El-karemy. Euphorbia collenetteae ingår i släktet törlar, och familjen törelväxter. Inga underarter finns listade i Catalogue of Life.